# Groenborstmango
De groenborstmango (Anthracothorax prevostii) is een vogel uit de familie Trochilidae (kolibries).

## Verspreiding en leefgebied
Deze soort komt voor van oostelijk Mexico tot noordelijk en noordwestelijk Zuid-Amerika en telt vijf ondersoorten:
- A. p. prevostii: van oostelijk Mexico tot Guatemala, Belize en El Salvador.
- A. p. gracilirostris: van El Salvador tot centraal Costa Rica.
- A. p. hendersoni: San Andrés en Providencia (nabij oostelijk Nicaragua).
- A. p. viridicordatus: noordoostelijk Colombia en noordelijk Venezuela.
- A. p. iridescens: westelijk Colombia, zuidwestelijk Ecuador en noordwestelijk Peru.

## Status
De grootte van de populatie is in 2019 geschat op 0,5-5 miljoen volwassen vogels. Op de Rode lijst van de IUCN heeft deze soort de status niet bedreigd.  